# Monaco i olympiska sommarspelen 1992
Monaco deltog i de olympiska sommarspelen 1992 med en trupp, men ingen av landets deltagare erövrade någon medalj.